# Saccharodite
Saccharodite är ett släkte av insekter. Saccharodite ingår i familjen Derbidae.

## Dottertaxa tillSaccharodite, i alfabetisk ordning[1]
- Saccharodite acuta
- Saccharodite basicolorata
- Saccharodite basipunctulata
- Saccharodite bicornis
- Saccharodite casca
- Saccharodite caudata
- Saccharodite coccinea
- Saccharodite cornicula
- Saccharodite guamana
- Saccharodite imperiali
- Saccharodite inermis
- Saccharodite kagoshimana
- Saccharodite laratica
- Saccharodite lutea
- Saccharodite luzonensis
- Saccharodite matsumurae
- Saccharodite metcalfi
- Saccharodite millironi
- Saccharodite misamensis
- Saccharodite obtusa
- Saccharodite pallescens
- Saccharodite quinalayoi
- Saccharodite rhinoceros
- Saccharodite rubirostrata
- Saccharodite rubra
- Saccharodite rubrovenis
- Saccharodite sanguinea
- Saccharodite separata
- Saccharodite singularis
- Saccharodite spinosa
- Saccharodite terebra
- Saccharodite thia
- Saccharodite toroensis
- Saccharodite virgata